# Penetes pamphanis
Penetes pamphanis är en fjärilsart som beskrevs av Doubleday 1849. Penetes pamphanis ingår i släktet Penetes och familjen praktfjärilar. Inga underarter finns listade i Catalogue of Life.

## Bildgalleri

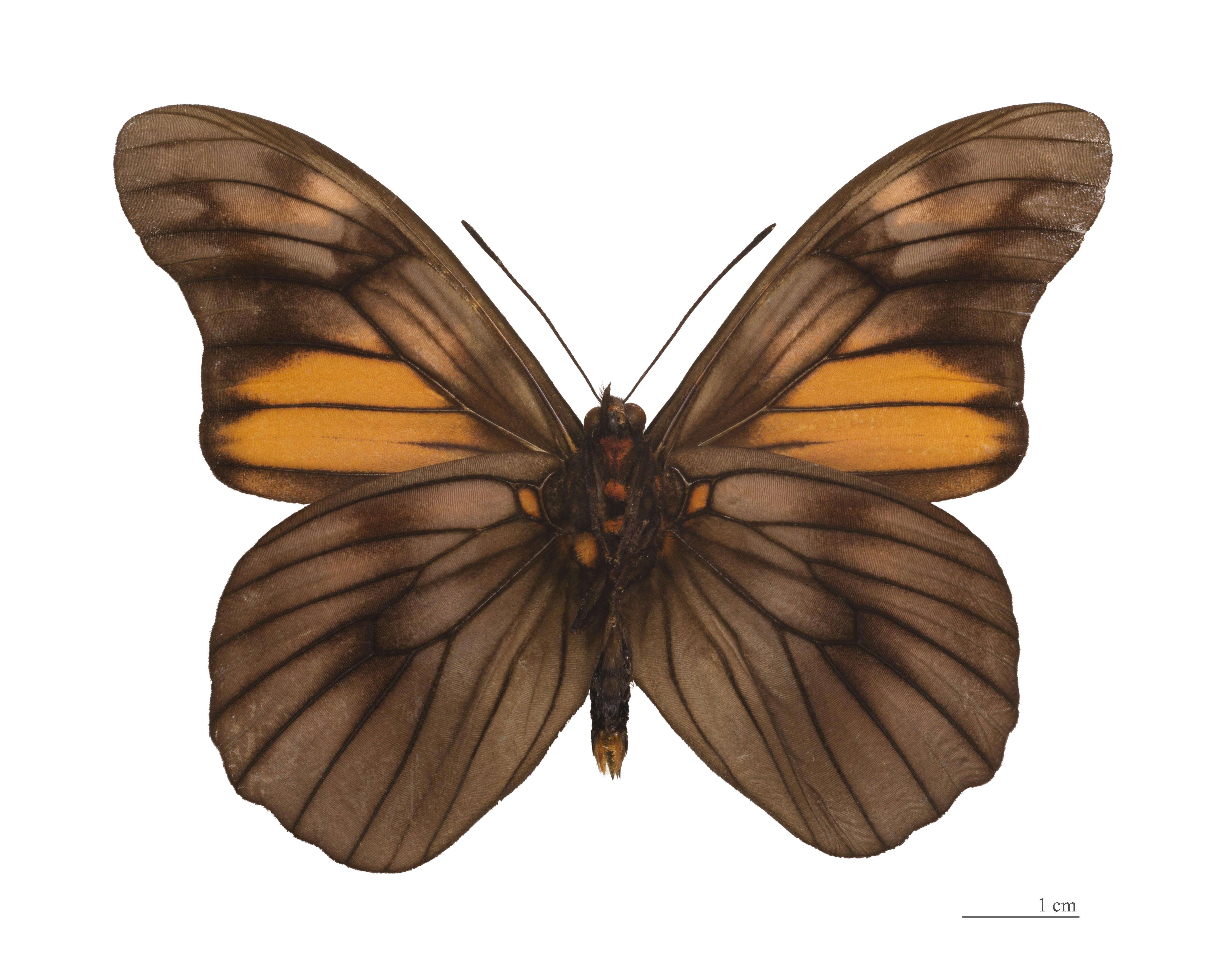
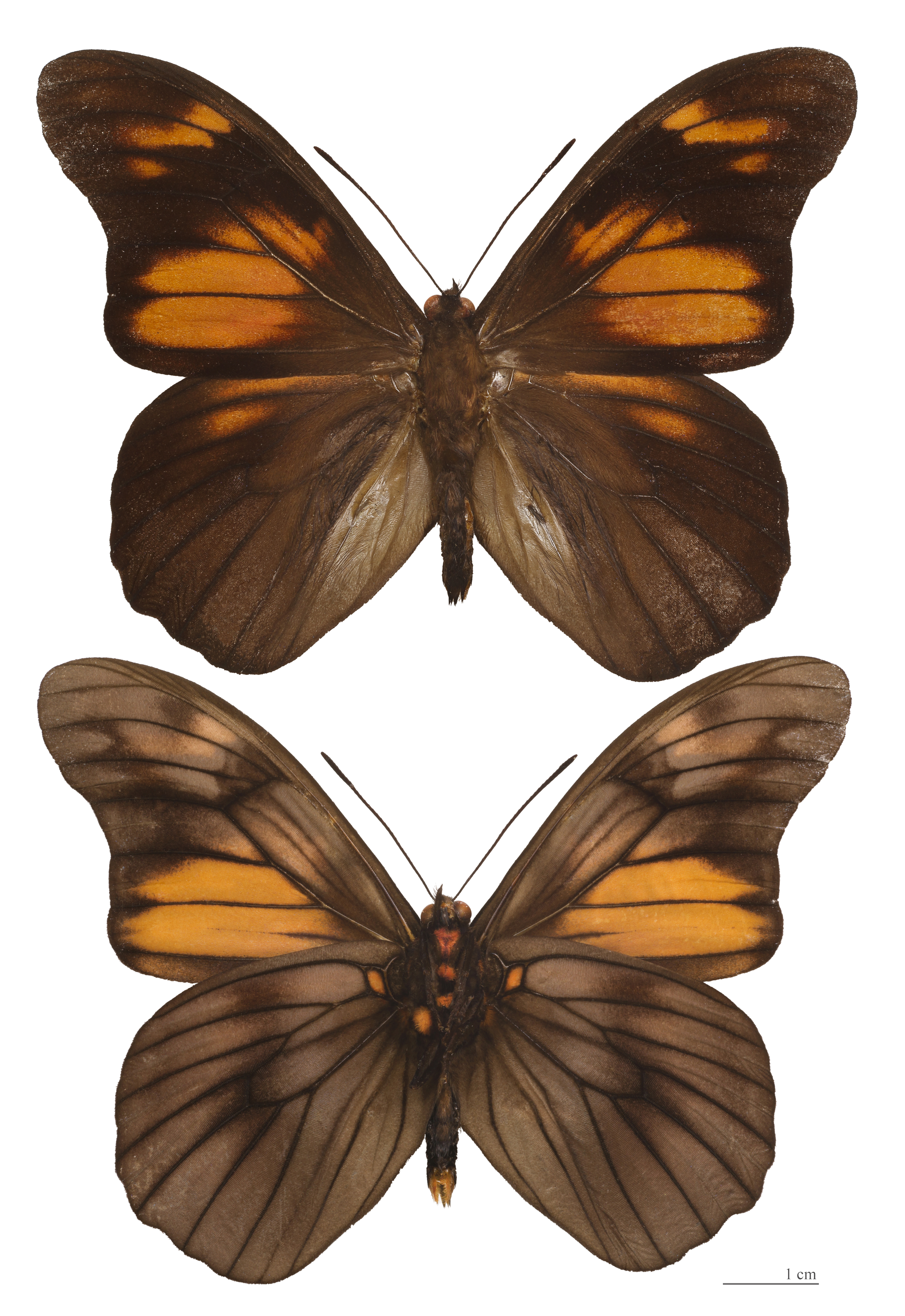